# 西本健治
西本 健治（にしもと けんじ、1981年3月18日 - ）は、日本の男性柔術家、ブラジリアン柔術家黒帯。福岡県出身。メフォーゼ柔術アカデミー所属、2013年JBJJF紫帯ランキング1位。
2014年世界選手権ムンジアル出場。2014年須藤元気主催イベント一騎討出場。2016年全日本選手権スーパーヘビー級優勝。

## 獲得タイトル
- 2013年JBJJF紫帯ランキング1位
- 2014年ワールドプロ日本予選茶帯ミディアムヘビー級準優勝
- 2016年全日本選手権スーパーヘビー級優勝